# 孙怡朋
孙怡朋（1999年2月3日—）是一名中国足球运动员，司职中场，曾效力于伯明翰足球會以及入選入选U19国青队。

## 生平
孙怡朋出生于上海，7岁时移居德国科布倫茲。
2019年1月30日，孙怡朋被外借到西班牙足球乙级联赛球队塔拉戈納體操。
2019年9月2日，孙怡朋与伯明翰足球會签订了一份为期两年的合同，但他未能入選一线队，并且在合同到期後离开俱乐部。 
2021年8月27日，孙怡朋加盟德国黑森足球联赛球隊弗里德贝格土耳其力量（Türk Gücü Friedberg）。